# Eric Josjö
Bo Eric Michael Josjö (* 30. August 1961 in Stockholm) ist ein ehemaliger schwedischer Leichtathlet.

## Sportliche Karriere
Der 1,82 Meter große Josjö startete für Turebergs IF. Er war schwedischer Meister im 200-Meter-Lauf in den Jahren 1981, 1982, 1985 und 1988. Im 400-Meter-Lauf siegte er 1980, 1982, 1983 und 1985.
1981 startete Josjö zusammen mit dem Belgier Alfons Brydenbach, dem Niederländer Koen Gijsbers und dem Deutschen Hartmut Weber als 4-mal-400-Meter-Staffel beim Weltcup in Rom und belegte hinter dem Quartett aus den Vereinigten Staaten den zweiten Platz für das Europateam. Bei den Europameisterschaften 1982 in Athen schied Josjö über 400 Meter in 46,91 Sekunden im Vorlauf aus. Die schwedische 4-mal-400-Meter-Staffel mit Sven Nylander, Erik Josjö, Per-Ola Olsson und Staffan Blomstrand erreichte das Finale und belegte den achten Platz. 1983 bei den Weltmeisterschaften 1983 in Helsinki war es für Josjö über 400 Meter nach 46,97 Sekunden im Viertelfinale vorbei. Die 4-mal-400-Meter-Staffel mit Tommy Johansson, Eric Josjo, Sven Nylander und Per-Erik Olsson erreichte das Finale, musste aber im Finale auf Nylander verzichten. Mit Ulf Sedlacek als neuem Schlussläufer belegte die Staffel den siebten Platz, wobei nur sieben Staffeln ins Ziel kamen. Ein Jahr später bei den Olympischen Spielen 1984 in Los Angeles schied die 4-mal-400-Meter-Staffel mit Tommy Johansson, Eric Josjö, Christer Gullstrand und Thomas Nyberg im Halbfinale aus.
Eric Josjö wurde nach seiner Sportkarriere Fotograf.

## Bestleistungen
Seine Bestleistungen waren (laut World Athletics):
- 200 Meter: 20,84 Sekunden am 19. Juni 1985 in Växjö
- 400 Meter: 45,63 Sekunden am 7. Juli 1981 in Stockholm